# Marguestau
 Marguestau  (también así en occitano) es una población y comuna francesa, ubicada en la región de Mediodía-Pirineos, departamento de Gers, en el distrito de Condom y cantón de Cazaubon.

## Demografía
| 88 | 77 | 77 | 64 | 66 | 59 |
| Para los censos de 1962 a 1999 la población legal corresponde a la población sin duplicidades (Fuente: INSEE [Consultar]) |    |    |    |    |    |